# Кумурдо (село)
Кумурдо (груз. კუმურდო, з.-арм. Կումուրդո Гумурдо) — село в Грузии, на территории Ахалкалакского муниципалитета края (мхаре) Самцхе-Джавахети.

## География
Село находится в южной части Грузии, в пределах Ахалкалакского плоскогорья, к востоку от реки Куры, на расстоянии приблизительно 10 километров (по прямой) к западу от города Ахалкалаки, административного центра муниципалитета. Абсолютная высота — 1740 метров над уровнем моря.

## Население
По результатам официальной переписи населения 2014 года, в Кумурдо проживало 1950 человек (981 мужчина и 969 женщин). В национальной структуре населения армяне составляли 99,6 %, грузины — 0,4 %.
| Год  | Население, человек |
| ---- | ------------------ |
| 2002 | 2475               |
| 2014 | ↘ 1950             |

## Достопримечательности
В селе находятся руины грузинской епископской церкви, построенной в 964 году.